# A&E (Portugal e Espanha)
A&E foi um canal privado de televisão paga, propriedade de AMC Networks International Iberia. O canal exibia conteúdos baseados no entretenimento de não-ficção e em contar histórias sobre personagens insólitas.
Em 2 de outubro de 2014 começaram as emissões do A&E, substituindo o canal Bio. no mesmo sinal que este usava antes.
O canal emitia em Portugal através de: MEO, NOS e Vodafone. Em Espanha através de ONO, Movistar+, Orange TV e operadoras de cabo local e autonómico. O canal possuía emissão simultânea para ambos os países, alterando o áudio e as respectivas legendas para português e espanhol.
Em 18 de abril de 2018 foi substituído pela versão ibérica do canal Blaze.

## Programação
A sua programação se baseava em programas de tele-realidade.
- Wahlburgers
- Quem dá mais?
- Quem dá mais? Texas
- Transportes impossíveis
- Barry'd Treasure
- Duck Dynasty
- Brandi e Jarrod
- As Multas
- Celebridades e as suas experiências paranormais
- Maldita tatuagem
- Gene Simmons: Que jóia de família!
- Noiva rica, noiva pobre
- Segredos de hotel
- Epic Ink
- Os reis do truque
- Combate no escritório
- Não confies em Andrew Mayne
- Os pregadores
- Big Smo